# Pakostov
Pakostov (bis 1927 auch slowakisch Pakaštovce; ungarisch Zemplénpálhegy – bis 1907 Pakasztó) ist eine Gemeinde im Osten der Slowakei mit 434 Einwohnern (Stand: 31. Dezember 2024), die zum Okres Humenné, einem Kreis des Prešovský kraj, gehört. Sie ist Teil der traditionellen Landschaft Zemplín.

## Geographie
Die Gemeinde befindet sich in den Niederen Beskiden im Bergland Laborecká vrchovina, im Tal der Oľka, im Einzugsgebiet der Ondava. Das Ortszentrum liegt auf einer Höhe von 205 m n.m. und ist 25 Kilometer von Humenné entfernt.
Zur Gemeinde gehört auch der 1944 eingemeindete Ort Petrovce (ungarisch Sártó – bis 1907 Oroszpetróc).
Nachbargemeinden sind Ruská Kajňa im Norden, Oľka im Nordosten, Hrubov im Osten, Turcovce im Süden, Jankovce und Nižná Sitnica im Südwesten und Vyšná Sitnica im Westen.

## Geschichte
Pakostov wurde zum ersten Mal 1567 als Pakozto schriftlich erwähnt. Das Dorf war Teil des Herrschaftsgebiets von Humenné, im 17. Jahrhundert war es Besitz der Familie Barkóczy und im 18. Jahrhundert der Familie Szirmay. 1715 gab es vier verlassene und 11 bewohnte Haushalte. 1787 hatte die Ortschaft 23 Häuser und 219 Einwohner, 1828 zählte man 36 Häuser und 272 Einwohner, die als Köhler und Landwirte tätig waren.
Bis 1918 gehörte der im Komitat Semplin liegende Ort zum Königreich Ungarn und kam danach zur Tschechoslowakei beziehungsweise heute Slowakei. In der Zeit der ersten tschechoslowakischen Republik war Pakostov ein landwirtschaftlich geprägtes Dorf. Während des Zweiten Weltkriegs unterstützten die Einwohner Partisanen in der Umgebung. Nach dem Zweiten Weltkrieg pendelte ein Teil der Einwohner zur Arbeit in Industriebetriebe in Humenné, Strážske und Košice, die im Jahr 1952 gegründete örtliche Einheitliche landwirtschaftliche Genossenschaft (Abk. JRD) wurde 1953 wieder aufgelöst.

## Bevölkerung
| Jahr                | 1994 | 2004    | 2014    | 2024    |
| ------------------- | ---- | ------- | ------- | ------- |
| Anzahl der Personen | 503  | 495     | 463     | 434     |
| Unterschied         |      | −1,59 % | −6,46 % | −6,26 % |

| Jahr                | 2023 | 2024    |
| ------------------- | ---- | ------- |
| Anzahl der Personen | 445  | 434     |
| Unterschied         |      | −2,47 % |

Nach der Volkszählung 2011 wohnten in Pakostov 478 Einwohner, davon 448 Slowaken, acht Russinen, sechs Ukrainer und vier Tschechen. Ein Einwohner gab eine andere Ethnie an und 11 Einwohner machten keine Angabe zur Ethnie.
335 Einwohner bekannten sich zur römisch-katholischen Kirche, 130 Einwohner zur griechisch-katholischen Kirche und zwei Einwohner zur orthodoxen Kirche. Bei 11 Einwohnern wurde die Konfession nicht ermittelt.

## Bauwerke und Denkmäler
- griechisch-katholische Kirche Schutz der allheiligen Gottesgebärerin im barock-klassizistischen Stil aus dem Jahr 1850[6]
- römisch-katholische Kirche

## Verkehr
Durch Pakostov führt die Cesta II. triedy 554 („Straße 2. Ordnung“) von Nižný Hrabovec nach Havaj.